# Jarle Halsnes
Jarle Halsnes (né le 4 mai 1957 à Sauda) est un ancien skieur alpin norvégien.

## Coupe du Monde
- Meilleur classement final: 13e en 1981.
- Meilleur résultat: 3e.